# Catedral d'Amalfi
La Catedral d'Amalfi (italià: Duomo di Amalfi Cattedrale di Sant'Andrea) és una catedral catòlica romana medieval a la Piazza del Duomo, Amalfi, Itàlia. Està dedicada a l'apòstol Sant Andreu, les relíquies del qual es conserven aquí. Antigament va ser seu arxiepiscopal de la diòcesi d'Amalfi, i ha estat des del 1986 la de la diòcesi d'Amalfi-Cava de Tirreni.
Començada als segles IX i X, ha estat ampliada i redecorada diverses vegades, superposant elements arabo-normands, gòtics, renaixentistes i barrocs, i finalment una nova façana del segle XIX. La catedral inclou la Basílica del Crucifix adjacent del segle IX. Des de la basílica s'accedeix a la Cripta de Sant Andreu, on es poden trobar les seves relíquies.

## Història
La primera església, ara el Museu Diocesà d'Amalfi, va ser construïda al segle IX sobre les ruïnes d'un temple anterior. Una segona església es va construir al sud al segle X, l'actual catedral. Al segle XII les dues esglésies formaven una sola església romànica de 6 naus, que es va reduir a 5 al segle XIII per permetre la construcció del Claustre del Paradís, d'estil àrab-normand.
Segons sembla, les restes de Sant Andreu van ser portades a Amalfi des de Constantinoble el 1206 durant la Quarta Croada pel cardenal Pere de Càpua. El 1208, la cripta es va completar i les relíquies van ser lliurades a l'església. Es diu que més tard va sortir mannà dels ossos del sant.
El campanar es va construir entre els segles XII i XIII davant de la primera església, coronat per una elaborada corona decorada amb marbre i majòlica en estil àrab-normand, que també es veu en altres esglésies del sud d'Itàlia en aquest període. Les capelles interiors són de tipus gòtic i renaixentista, amb la nau decorada en estil barroc al segle XVIII.
El 1861, part de la façana es va esfondrar, fent malbé l'atri. Tota la façana de l'església va ser reconstruïda segons un disseny de l'arquitecte Errico Alvino amb una decoració rica inspirada en el gòtic italià i especialment en els estil àrab-normand, similar però més ornamentat que l'original, completat el 1891.

## Galeria d'imatges

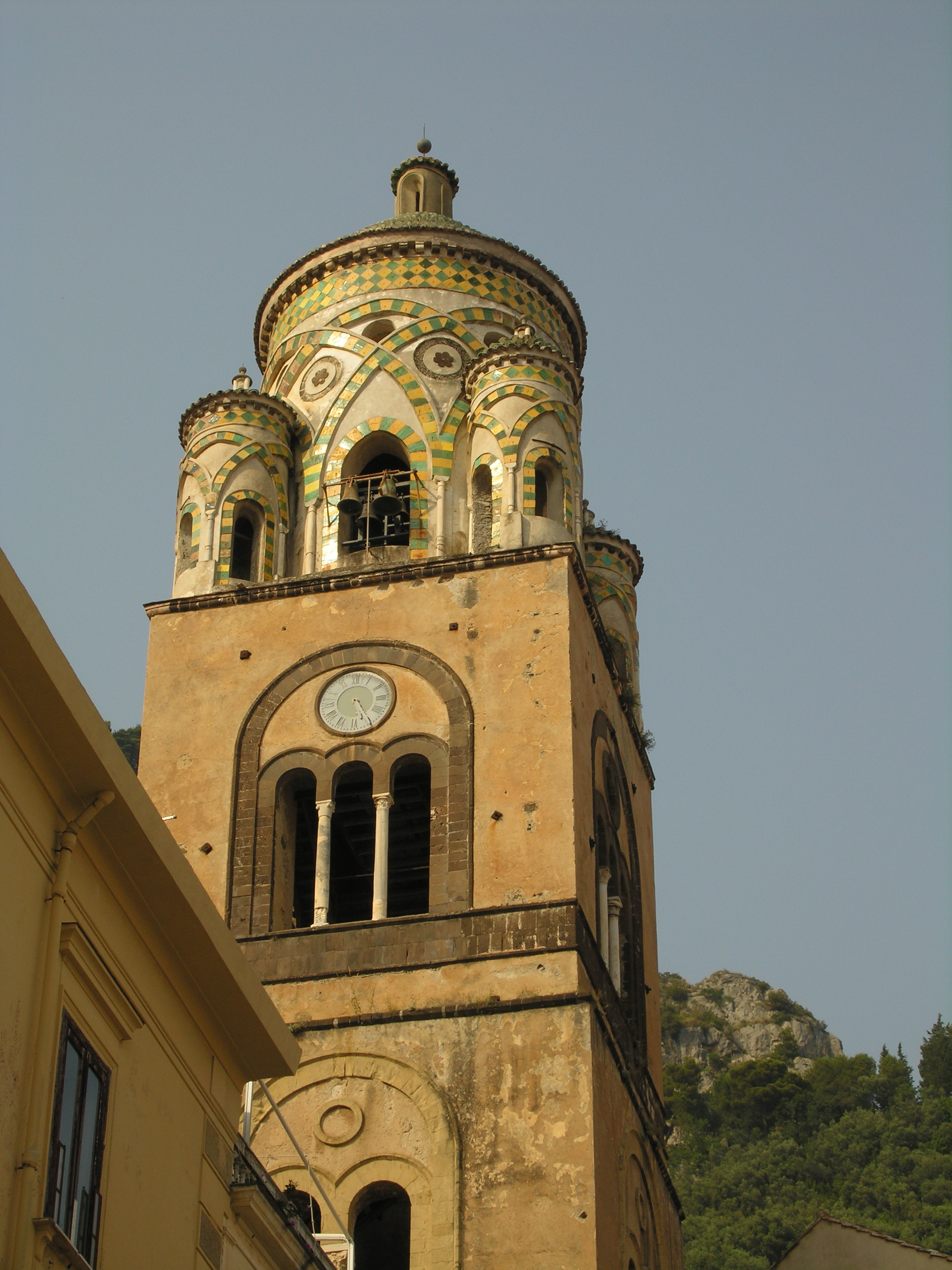
El campanar de la catedral
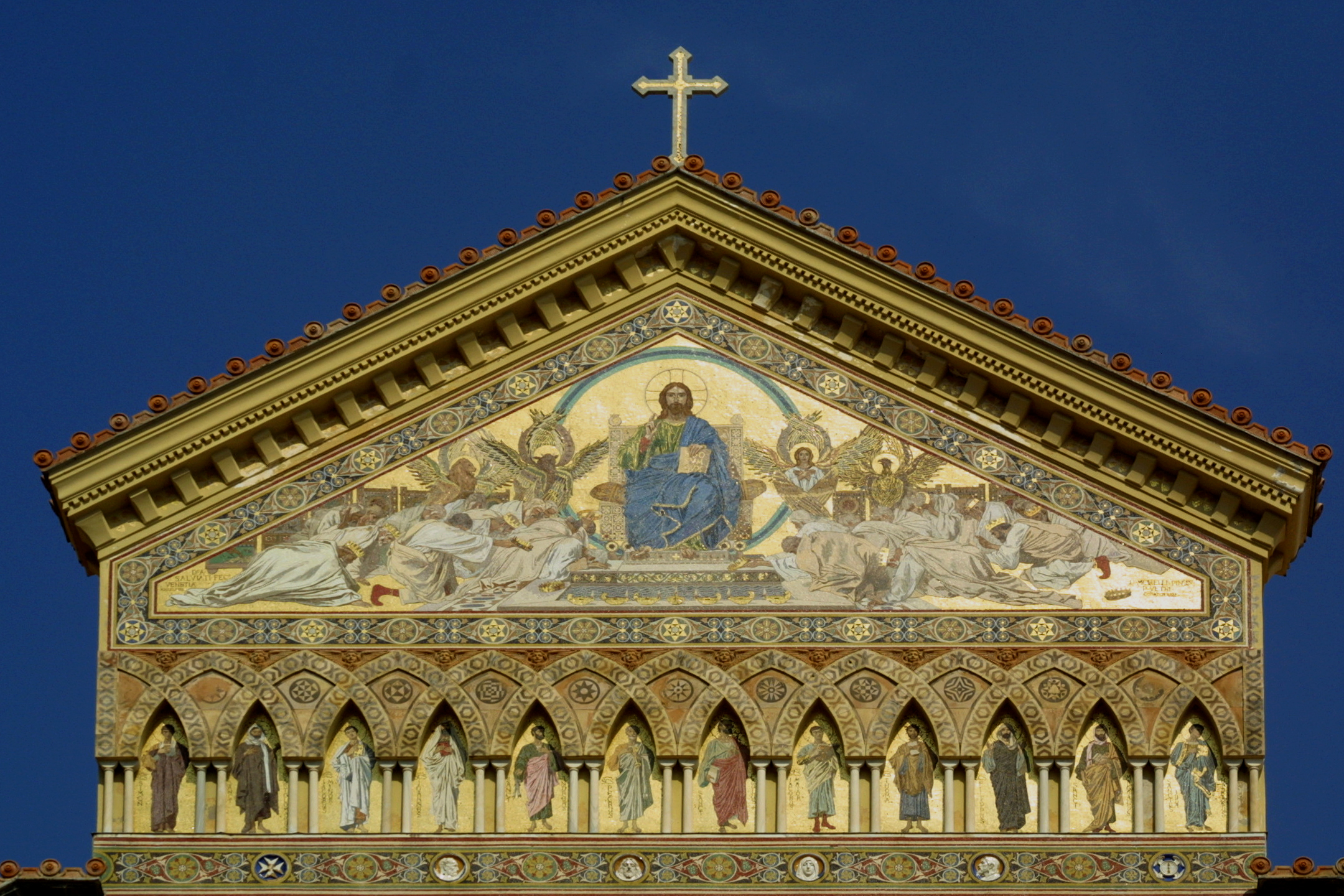
Mosaic de la catedral d'Amalfi
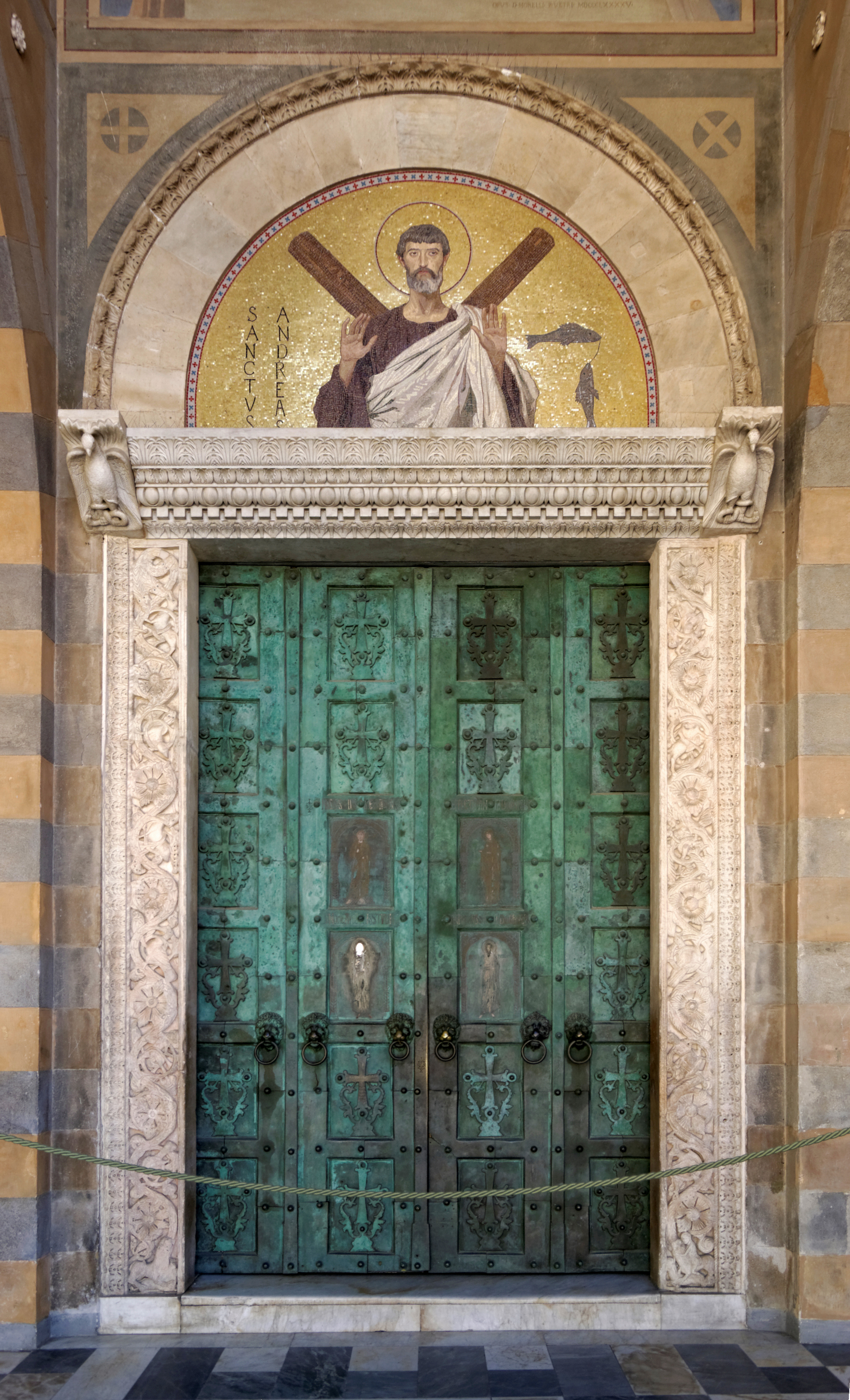
Portal de bronze de la catedral
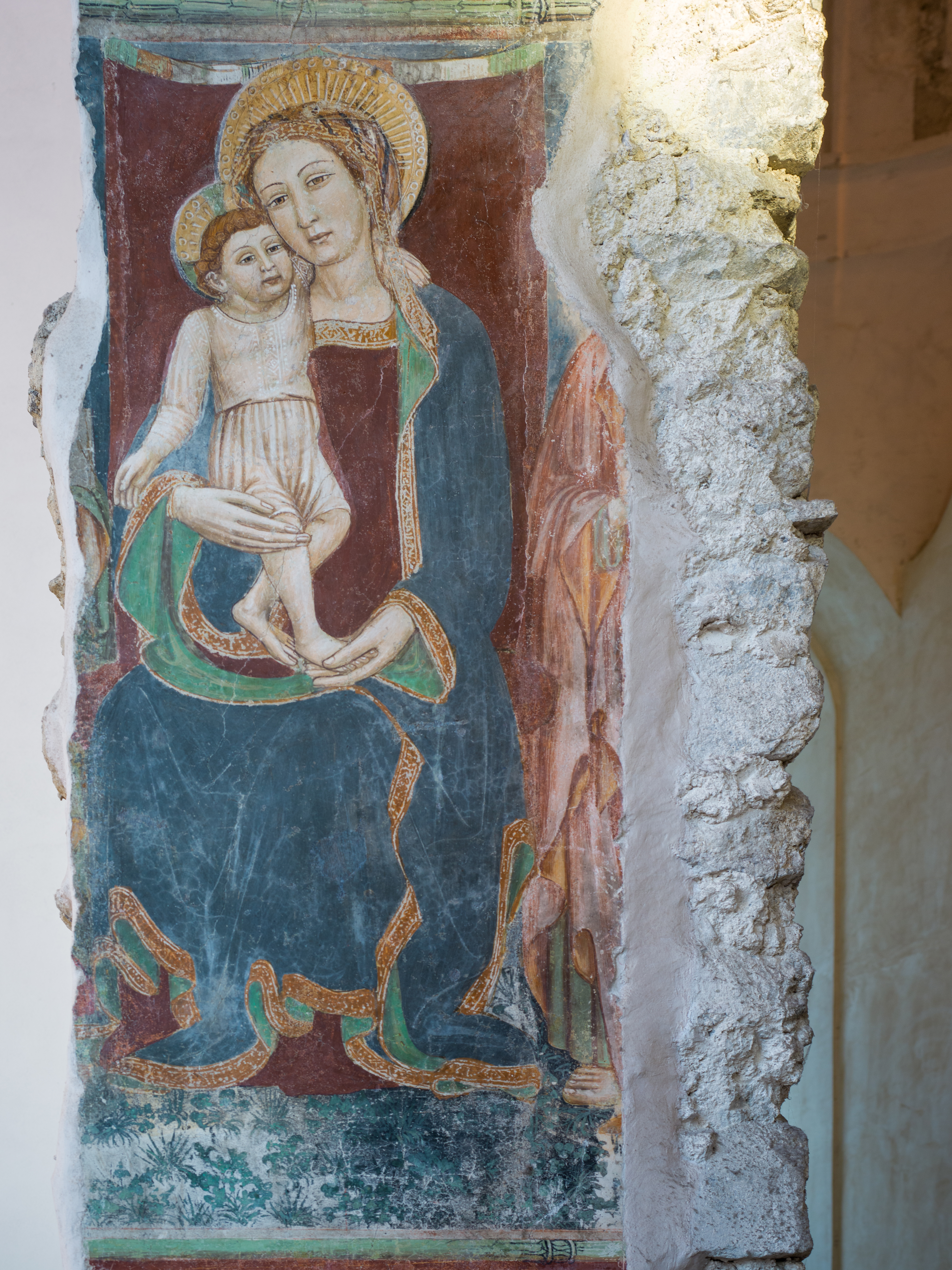
Fresc de la Madonna ca. segle XIV dC
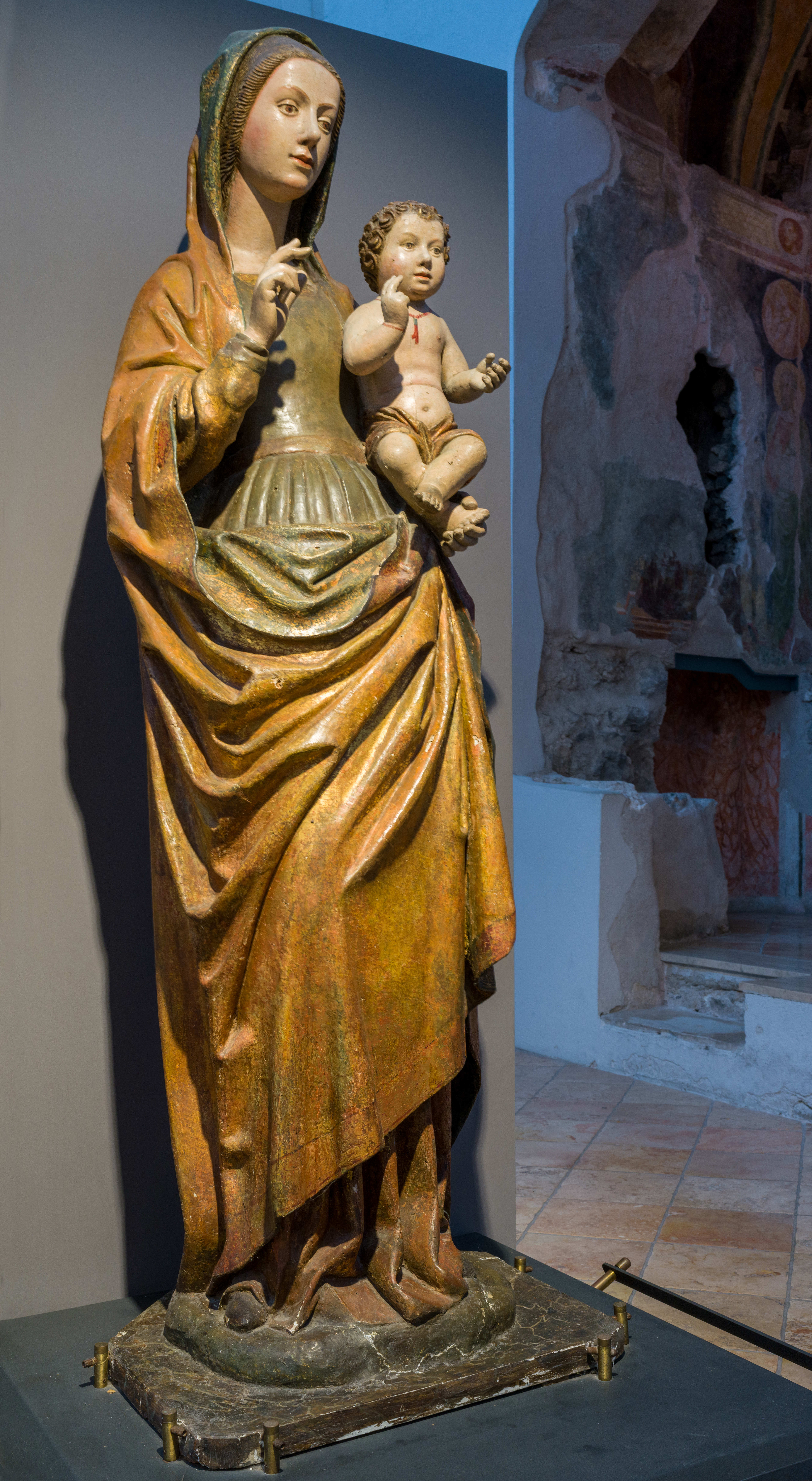
Mare de Déu amb el Nen ca. segle XV dC
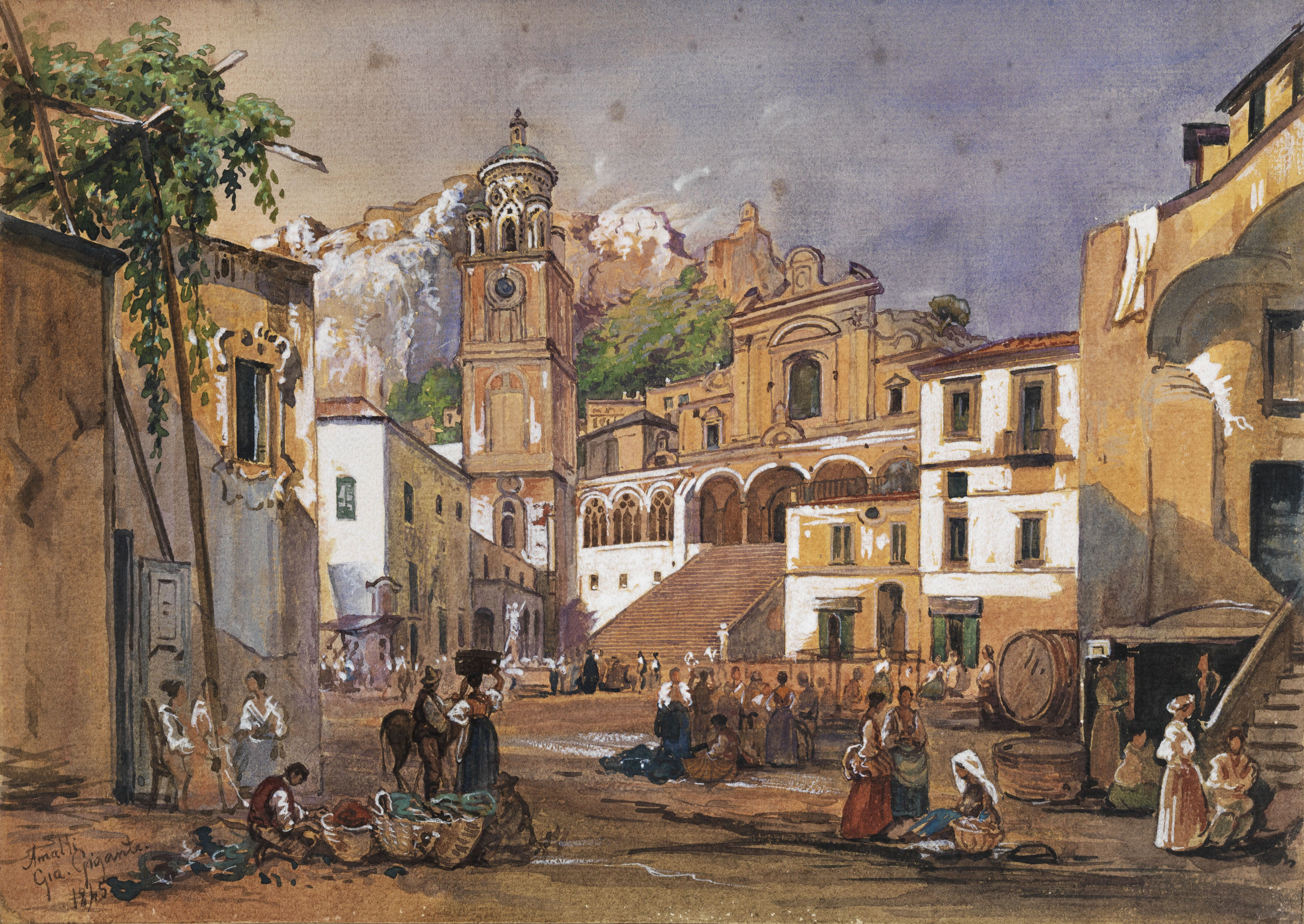
Pintura de 1845 de Giacinto Gigante